# Desmostachys
Desmostachys es un género de plantas  perteneciente a la familia Icacinaceae. Es originario del centro de África.  El género fue descrito por Jules Emile Planchon ex John Miers y publicado en  Annals and Magazine of Natural History, ser. 2 9: 398-399 en el año 1852.

## Especies
- Desmostachys brevipes (Engl.) Sleumer
- Desmostachys oblongifolius (Engl.) Villiers
- Desmostachys planchoniana Miers
- Desmostachys tenuifolius Oliv.
- Desmostachys vogelii (Miers) Stapf